# Ветреница корончатая
Ве́треница коро́нчатая (лат. Anemóne coronária) — вид двудольных цветковых растений, включённый в род Ветреница (Anemone) семейства Лютиковые (Ranunculaceae). Типовой вид рода.

## Ботаническое описание
Ветреница корончатая — многолетнее травянистое растение с клубневидным корневищем, достигающее 30 см в высоту. Прикорневые листья разделены на многочисленные узкие доли, на черешках. Листья на цветоносе сидячие, цельные.
Цветок одиночный, обычно 3—8 см в диаметре (реже до 10 см), околоцветник разделён на 5—6 долей, окрашенных, иногда неравномерно, в ярко-алый, синий, розовый или белый цвета.
Плоды — продолговато-яйцевидные или почти шаровидные семянки, покрытые войлочным опушением.
Число хромосом 2n = 16.

## Ареал
Ветреница корончатая происходит из Южной Европы и Центральной Азии.
Широко выращивается в качестве декоративного растения в Европе и Северной Америке.

## Таксономия
|  |                                      |  |                                                         |                                                         |                     |  | ещё 6 семейств, в том числе Луносемянниковые и Маковые (согласно Системе APG III) | ещё 6 семейств, в том числе Луносемянниковые и Маковые (согласно Системе APG III) |                          |  |  |  | ещё более 150 видов, включая виды гибридного происхождения |
|  |                                      |  |                                                         |                                                         |                     |  | ещё 6 семейств, в том числе Луносемянниковые и Маковые (согласно Системе APG III) | ещё 6 семейств, в том числе Луносемянниковые и Маковые (согласно Системе APG III) |                          |  |  |  | ещё более 150 видов, включая виды гибридного происхождения |
|  |                                      |  |                                                         | порядок Лютикоцветные                                   |                     |  |                                                                                   |                                                                                   | род Ветреница            |  |  |  |                                                            |
|  |                                      |  |                                                         | порядок Лютикоцветные                                   |                     |  |                                                                                   |                                                                                   | род Ветреница            |  |  |  |                                                            |
|  | отдел Цветковые, или Покрытосеменные |  |                                                         |                                                         | семейство Лютиковые |  |                                                                                   |                                                                                   | вид Ветреница корончатая |  |  |  |                                                            |
|  | отдел Цветковые, или Покрытосеменные |  |                                                         |                                                         | семейство Лютиковые |  |                                                                                   |                                                                                   |                          |  |  |  |                                                            |
|  |                                      |  | ещё 58 порядков цветковых растений (по Системе APG III) | ещё 58 порядков цветковых растений (по Системе APG III) |                     |  |                                                                                   | ещё около 60 родов                                                                | ещё около 60 родов       |  |  |  |                                                            |
|  |                                      |  |                                                         | ещё 58 порядков цветковых растений (по Системе APG III) |                     |  |                                                                                   |                                                                                   | ещё около 60 родов       |  |  |  |                                                            |

Синонимы
- Anemone alba Goaty & Pons, 1883
- Anemone albiflora Rouy & Foucaud, 1893
- Anemone coccinea Jord., 1861
- Anemone coronarioides Hanry, 1853
- Anemone cyanea Risso, 1844
- Anemone eunrenia Sprenger, 1894
- Anemone grassensis Goaty & Pons, 1883
- Anemone kusnetzowii Woronow ex Grossh., 1930
- Anemone messariensis Coustur. & Gand., 1917
- Anemone mouansii Hanry ex Ardoino, 1867
- Anemone nobilis Jord., 1864
- Anemone oenanthe Ucria, 1797
- Anemone praestabilis Jord., 1864
- Anemone pusilla DC., 1817
- Anemone regina Risso, 1844
- Anemone rissoana Jord., 1860
- Anemone rosea Hanry, 1853
- Anemone ventreana Hanry, 1853
- Anemone versicolor Jord., 1852
- Pulsatilla coronaria (L.) Borkh., 1793